# 横須賀鎮守府
横須賀鎮守府（よこすかちんじゅふ）は、神奈川県横須賀市に所在した大日本帝国海軍の鎮守府。通称は横鎮（よこちん）。

## 沿革
1871年（明治4年7月）の兵部省職員令で「海軍提督府」は「要港ヲ撰ヒ府トナシ沿海管下湾港ノ兵備ヲ分轄ス」とし 、1872年（明治5年）にその職員を発令し  、1873年（明治6年）に海軍省内へ提督府を据え仮庁とした。1876年（明治9年）8月には「提督府」を「鎮守府」とし、「東海鎮守府」を横須賀に、「西海鎮守府」を長崎に置くことが決定されたが、同年9月14日に東海鎮守府が横浜（横浜市中区北仲通6丁目・海岸通5丁目全域）に設置されたものの、西海鎮守府は設置されなかった。
1884年（明治17年）12月15日、東海鎮守府を横須賀に移転して「横須賀鎮守府」と改称、さらに横須賀海軍造船所・横須賀海軍病院を鎮守府の所管とした。1886年（明治19年）4月22日、「海軍条例」において全国に5つの「海軍区」を定め、横須賀鎮守府は第一海軍区として「陸中陸奥国界ヨリ紀伊国南牟婁東牟婁郡界ニ至ノ海岸海面及小笠原島ノ海岸海面」を所管した。また「鎮守府官制」により、鎮守府の組織として参謀部・軍医部・主計部・造船部・兵器部・建築部・軍法会議・監獄署などが置かれた。

## 年譜
- 1884年（明治17年）12月15日 - 東海鎮守府（横浜所在）、横須賀に移転し「横須賀鎮守府」となり、横須賀造船所をその所属とする。
- 1885年（明治18年）6月24日 - 横須賀水雷局開庁。
- 1886年（明治19年）1月29日 - 長浦に水雷営、武庫設置。
  - 4月22日 - 横須賀鎮守府、第1海軍区所管。
  - 4月25日 - 田浦に造兵部発足。
- 1889年（明治22年）4月17日 - 浦賀屯営廃止、長浦の水雷営を水雷隊とする。
  - 5月16日 - 横須賀海兵団、横須賀水雷敷設部設置。
  - 5月28日 - 造船所、鎮守府造船部となる。
  - 6月11日 - 横須賀水雷攻撃部設置。
- 1893年（明治26年）5月19日 - 鎮守府条例改正。予備艦部・造船部・測器庫・武庫・水雷庫・兵器工場・病院・監獄を設置。
  - 11月29日 - 海軍機関学校条例制定公布。造船部附属海軍造船工学校廃止。
  - 12月1日 - 横須賀海軍砲術練習所・海軍水雷術練習所設置。
- 1896年（明治29年）1月21日 - 長浦水雷隊を横須賀水雷団とする。
- 1897年（明治30年）10月8日 - 海軍機関練習所開設。造船部、横須賀海軍造船廠となる。
- 1900年（明治33年）5月20日 - 港務部・経理部開設。
  - 同月 兵器部を兵器廠とし、艦船部の組織とする。
  - 9月14日 - 横須賀水雷団水雷敷設隊を横須賀水雷敷設隊とする。
  - 11月5日 - 海軍造船廠を海軍工廠とし、造兵廠は工廠の造兵部となる。
- 1907年（明治40年）
  - 4月20日 - 海軍砲術練習所・海軍水雷術練習所を海軍砲術学校・海軍水雷学校に改編。
  - 4月22日 - 海軍水雷学校、海軍工機学校開校。
- 1908年（明治41年）5月31日 - 海軍工廠職工共済会病院開院式。
- 1909年（明治42年）12月1日 - 横須賀海軍人事部開設。
- 1912年（明治45年）6月26日 - 海軍航空術研究委員会設立。
- 1913年（大正2年）3月24日 - 横須賀水雷団・水雷敷設隊廃止。横須賀防備隊設置。
  - 4月1日 - 海軍無線電信所開設。
- 1914年（大正3年）4月1日 - 海軍工機学校、海軍機関学校に統合。
- 1915年（大正4年）1月16日 - 海軍工廠長浦職工共済会病院開院。
- 1916年（大正5年）4月1日 - 追浜に海軍航空隊設置。
- 1917年（大正6年）1月14日 - 軍港内で戦艦「筑波」爆沈。
- 1921年（大正10年）10月1日 - 海軍建築部開設。
- 1923年（大正12年）4月1日 - 海軍軍需部開設。海軍監獄、海軍刑務所と改称。
  - 9月1日 - 関東大震災により鎮守府本庁舎裏の崖が崩れたほか、重油タンクが炎上するなどの被害[13]。
- 1924年（大正13年）12月20日 - 鎮守府艦船部開設。
- 1928年（昭和3年）6月25日 - 海軍工機学校、海軍機関学校から分離独立。
- 1930年（昭和5年）6月1日 - 海軍通信学校が海軍水雷学校から独立（敷地は田浦のまま）。
- 1932年（昭和7年）4月1日 - 海軍航空廠設置。
- 1934年（昭和9年）4月2日 - 海軍航海学校開校。
- 1937年（昭和12年）6月1日 - 海軍通信隊設置。
- 1939年（昭和14年）11月 - 海軍通信学校が田浦から久里浜に移転。
- 1941年（昭和16年）4月1日 - 海軍機雷学校・海軍工作学校開校。潜水艦基地隊設置。
  - 11月20日 - 海軍警備隊設置。
- 1943年（昭和18年）6月25日 - 鎮守府運輸部設置。
- 1944年（昭和19年）2月10日 - 鎮守府潜水艦部設置。
- 1945年（昭和20年）3月1日 - 大楠海軍機関学校開校。
  - 10月15日 - 横須賀海軍工廠廃止。
  - 11月30日 - 横須賀鎮守府廃止。

## 歴代司令長官
| 代                   | 司令長官         | 階級 | 任命日                     | 備考                        |
| -------------------- | ---------------- | ---- | -------------------------- | --------------------------- |
| 東海鎮守府司令長官   |                  |      |                            |                             |
| 01                   | 伊東祐麿         | 中将 | 1876年（明治9年）9月5日    |                             |
| –                    | 林清康           | 少将 | 1880年（明治13年）3月5日   | （兼任）                    |
| 02                   | 中牟田倉之助     | 中将 | 1880年（明治13年）12月4日  |                             |
| 03                   | 仁礼景範         | 少将 | 1881年（明治14年）6月17日  |                             |
| –                    | 中牟田倉之助     | 中将 | 1882年（明治15年）10月12日 | （兼任）                    |
| 横須賀鎮守府長官     |                  |      |                            |                             |
| 01                   | 中牟田倉之助     | 中将 | 1884年（明治17年）12月15日 |                             |
| 横須賀鎮守府司令長官 |                  |      |                            |                             |
| 01                   | 中牟田倉之助     | 中将 | 1886年（明治19年）4月26日  |                             |
| 02                   | 仁礼景範         | 中将 | 1889年（明治22年）3月8日   |                             |
| 03                   | 赤松則良         | 中将 | 1891年（明治24年）6月17日  |                             |
| 04                   | 伊東祐亨         | 中将 | 1892年（明治25年）12月12日 |                             |
| 05                   | 井上良馨         | 中将 | 1893年（明治26年）5月20日  |                             |
| 06                   | 相浦紀道         | 中将 | 1895年（明治28年）2月16日  |                             |
| 07                   | 坪井航三         | 中将 | 1897年（明治30年）4月9日   | 〜1898年（明治31年）1月30日 |
| 08                   | 鮫島員規         | 中将 | 1898年（明治31年）2月1日   |                             |
| 09                   | 相浦紀道         | 中将 | 1899年（明治32年）1月19日  | 再任                        |
| 10                   | 井上良馨         | 中将 | 1900年（明治33年）5月20日  | 再任                        |
| 11                   | 上村彦之丞       | 中将 | 1905年（明治38年）12月20日 |                             |
| 12                   | 瓜生外吉         | 中将 | 1909年（明治42年）12月1日  |                             |
| 13                   | 山田彦八         | 中将 | 1912年（大正元年）12月1日  |                             |
| 14                   | 伊地知季珍       | 中将 | 1914年（大正3年）5月29日   |                             |
| 15                   | 藤井較一         | 中将 | 1915年（大正4年）9月23日   |                             |
| 16                   | 東伏見宮依仁親王 | 中将 | 1916年（大正5年）12月1日   |                             |
| 17                   | 名和又八郎       | 中将 | 1917年（大正6年）12月1日   |                             |
| 18                   | 山屋他人         | 大将 | 1920年（大正9年）8月24日   |                             |
| 19                   | 財部彪           | 大将 | 1922年（大正11年）7月27日  |                             |
| 20                   | 野間口兼雄       | 大将 | 1923年（大正12年）5月15日  |                             |
| 21                   | 堀内三郎         | 中将 | 1924年（大正13年）2月5日   |                             |
| 22                   | 加藤寛治         | 中将 | 1924年（大正13年）12月1日  |                             |
| 23                   | 岡田啓介         | 大将 | 1926年（大正15年）12月10日 |                             |
| 24                   | 安保清種         | 大将 | 1927年（昭和2年）4月20日   |                             |
| 25                   | 吉川安平         | 中将 | 1928年（昭和3年）5月16日   |                             |
| 26                   | 山本英輔         | 中将 | 1928年（昭和3年）12月10日  |                             |
| 27                   | 大角岑生         | 中将 | 1929年（昭和4年）11月11日  |                             |
| 28                   | 野村吉三郎       | 中将 | 1931年（昭和6年）12月1日   |                             |
| 29                   | 山本英輔         | 大将 | 1932年（昭和7年）2月2日    | 再任                        |
| 30                   | 野村吉三郎       | 中将 | 1932年（昭和7年）10月10日  | 再任                        |
| 31                   | 永野修身         | 中将 | 1933年（昭和8年）11月15日  |                             |
| 32                   | 末次信正         | 大将 | 1934年（昭和9年）11月15日  |                             |
| 33                   | 米内光政         | 中将 | 1935年（昭和10年）12月2日  |                             |
| 34                   | 百武源吾         | 中将 | 1936年（昭和11年）12月1日  |                             |
| 35                   | 長谷川清         | 中将 | 1938年（昭和13年）4月25日  |                             |
| 36                   | 及川古志郎       | 大将 | 1940年（昭和15年）5月1日   |                             |
| 37                   | 塩沢幸一         | 大将 | 1940年（昭和15年）9月5日   |                             |
| 38                   | 嶋田繁太郎       | 大将 | 1941年（昭和16年）9月10日  |                             |
| 39                   | 平田昇           | 中将 | 1941年（昭和16年）10月18日 |                             |
| 40                   | 古賀峯一         | 大将 | 1942年（昭和17年）11月10日 |                             |
| –                    | 三川軍一         | 中将 | 1943年（昭和18年）4月21日  | （代理）                    |
| 41                   | 豊田副武         | 大将 | 1943年（昭和18年）5月21日  |                             |
| 42                   | 吉田善吾         | 大将 | 1944年（昭和19年）5月3日   |                             |
| 43                   | 野村直邦         | 大将 | 1944年（昭和19年）8月2日   |                             |
| 44                   | 塚原二四三       | 中将 | 1944年（昭和19年）9月15日  |                             |
| 45                   | 戸塚道太郎       | 中将 | 1945年（昭和20年）5月1日   |                             |
| –                    | 古村啓蔵         | 少将 | 1945年（昭和20年）11月20日 | （代理）〜30日              |

## 所属部隊

### 1941年12月10日
大東亜戦争開戦時
- 横須賀第1、2海兵団
- 横須賀潜水艦基地隊
- 横須賀海軍港務部
- 横須賀海軍通信隊
- 横須賀海軍航空隊
- 館山海軍航空隊
- 木更津海軍航空隊
- 潜水母艦「駒橋」
- 駆逐艦「沢風」、「夕雲」
- 駆潜艇「第22号」、「第23号」
- 横須賀海軍警備隊
- 横須賀警備戦隊
  - 特設巡洋艦「能代丸」
  - 特設砲艦「昌栄丸」、「第1号明治丸」
- 横須賀防備戦隊
  - 横須賀防備隊
    - 特設砲艦兼敷設艦「笠置丸」、「金剛山丸」

  - 掃海艇「第25号」、「第26号」
- 第11連合航空隊
  - 霞ヶ浦海軍航空隊
  - 筑波海軍航空隊
  - 谷田部海軍航空隊
  - 百里原海軍航空隊
  - 鹿島海軍航空隊
  - 鈴鹿海軍航空隊
  - 土浦海軍航空隊

### 1942年7月14日
ミッドウェー海戦後
- 横須賀第1、2海兵団
- 横須賀潜水艦基地隊
- 横須賀海軍港務部
- 横須賀海軍通信隊
- 横須賀海軍航空隊
- 館山海軍航空隊
- 潜水母艦「駒橋」
- 駆逐艦「朧」、「沢風」、「沖風」
- 潜水艦「呂31」
- 駆潜艇「第22号」、「第23号」、「第24号」
- 第4監視艇隊
- 横須賀海軍警備隊
- 横須賀防備戦隊
  - 横須賀防備隊
    - 特設砲艦兼敷設艦「笠置丸」、「金剛山丸」
    - 特設砲艦「京津丸」、「第2号日吉丸」

  - 掃海艇「第256号」、「第26号」
- 第11連合航空隊
  - 霞ヶ浦海軍航空隊
  - 筑波海軍航空隊
  - 谷田部海軍航空隊
  - 百里原海軍航空隊
  - 名古屋海軍航空隊
  - 鹿島海軍航空隊
  - 北浦海軍航空隊
  - 大津海軍航空隊
  - 土浦海軍航空隊

### 1944年4月1日
戦時編制制度改定後
- 横須賀海兵団
- 武山海兵団
- 横須賀潜水艦基地隊
- 横須賀海軍港務部
- 横須賀海軍通信隊
- 横須賀海軍航空隊
- 第302海軍航空隊
- 第1001海軍航空隊
- 第1081海軍航空隊
- 潜水母艦「駒橋」
- 駆逐艦「沢風」、「旗風」
- 潜水艦「呂57」、「呂58」、「呂59」
- 水雷艇「千鳥」
- 駆潜艇「第50号」、「第51号」、「第52号」、「第54号」
- 哨戒艇「第46号」
- 特設救難船「桂川丸」
- 特設電纜敷設船「春島丸」
- 南鳥島警備隊
- 呉鎮守府第101特別陸戦隊
- 佐世保鎮守府第102特別陸戦隊
- 第89、90、121～129防空隊（呉鎮守府所管）
- 第141～146防空隊（佐世保鎮守府所管）
- 第204、206、207設営隊
- 横須賀海軍警備隊
- 横須賀防備戦隊
  - 館山海軍航空隊
  - 第1掃海隊
  - 掃海艇「第25号」、「第27号」
  - 駆潜艇「第14号」、「第42号」、「第44号」、「第47号」、「第48号」
  - 敷設艇「猿島」
  - 横須賀防備隊
  - 第26掃海隊
  - 伊勢防備隊
  - 女川防備隊
- 父島方面特別根拠地隊
  - 父島海軍航空隊
  - 第17掃海隊
  - 硫黄島警備隊
- 第11連合航空隊
  - 霞ヶ浦海軍航空隊
  - 筑波海軍航空隊
  - 谷田部海軍航空隊
  - 百里原海軍航空隊
  - 名古屋海軍航空隊
  - 鹿島海軍航空隊
  - 北浦海軍航空隊
  - 大津海軍航空隊
  - 神ノ池海軍航空隊
  - 第2郡山海軍航空隊
  - 第2河和海軍航空隊
- 第13連合航空隊
  - 大井海軍航空隊
  - 鈴鹿海軍航空隊
  - 上海海軍航空隊
  - 青島海軍航空隊
  - 徳島海軍航空隊
  - 洲ノ崎海軍航空隊
  - 垂水海軍航空隊
  - 第2鹿屋海軍航空隊
  - 高知海軍航空隊
- 第18連合航空隊
  - 相模野海軍航空隊
  - 第2相模野海軍航空隊
  - 追浜海軍航空隊
  - 河和海軍航空隊
  - 郡山海軍航空隊
  - 香取海軍航空隊
  - 人吉海軍航空隊
  - 岡崎海軍航空隊
  - 串良海軍航空隊
- 第19連合航空隊
  - 土浦海軍航空隊
  - 三重海軍航空隊
  - 鹿児島海軍航空隊
  - 美保海軍航空隊
  - 松山海軍航空隊

### 1945年3月1日
菊水作戦直前
- 横須賀海兵団
- 武山海兵団
- 浜名(新居)海兵団
- 横須賀潜水艦基地隊
- 横須賀海軍港務部
- 横須賀海軍通信隊
- 第302海軍航空隊
- 第312海軍航空隊
- 戦艦「長門」
- 駆逐艦「沢風」
- 第6潜水隊「呂57」、「呂58」、「呂59」
- 海防艦「隠岐」、「天草」、「四阪」、「第37号」、「第45号」、「第47号」、「第49号」、「第6号」、「第12号」、「第56号」、「第74号」
- 駆潜艇「第51号」、「第52号」
- 特務艦（運送艦）「宗谷」
- 横須賀海軍航空隊
- 第903海軍航空隊
- 横須賀海軍警備隊
- 横須賀第1～3警備隊
- 田浦警備隊
- 久里浜第1～3警備隊
- 館山警備隊
- 沼津警備隊
- 藤沢警備隊
- 横浜警備隊
- 阿見警備隊
- 大楠警備隊
- 横須賀防備戦隊
  - 第1掃海隊
  - 掃海艇「第27号」
  - 駆潜艇「第42号」、「第44号」、「第47号」、「第48号」
  - 横須賀防備隊
  - 女川防備隊
- 父島方面特別根拠地隊
  - 母島警備隊
  - 父島通信隊
- 第3海上護衛隊
  - 潜水母艦「駒橋」
  - 海防艦「第4号」、「第50号」
  - 駆潜艇「第14号」
  - 第26掃海隊
  - 第112駆潜隊
  - 伊勢防備隊
- 第20連合航空隊
  - 洲ノ崎海軍航空隊
  - 藤沢海軍航空隊
  - 田浦海軍航空隊
  - 第1相模野海軍航空隊
  - 第2相模野海軍航空隊
  - 第1郡山海軍航空隊
  - 第1河和海軍航空隊
  - 香取海軍航空隊
  - 第1岡崎海軍航空隊
  - 第2岡崎海軍航空隊
  - 土浦海軍航空隊
  - 三重海軍航空隊
  - 清水海軍航空隊

### 最終時
- 第1特攻戦隊（横須賀）- 大林末雄 少将
  - 潜水艦「波109」
  - 横須賀突撃隊
  - 第15突撃隊（下田）
  - 第16突撃隊（江浦）
  - 第18突撃隊（勝浦）
  - 第71突撃隊（江奈）
- 第4特攻戦隊（三重）- 三戸寿 少将
  - 潜水母艦：駒橋
  - 第13突撃隊（鳥羽）
  - 第19突撃隊（英虞）
- 第7特攻戦隊（勝浦）- 杉浦矩郎 大佐
  - 第12突撃隊（勝浦）
  - 第14突撃隊（野々浜）
  - 第17突撃隊（小名浜）
- 第20連合航空隊（大井）- 久邇宮朝融王 中将
  - 洲ノ崎海軍航空隊 - 山県駿二 大佐
  - 藤沢海軍航空隊 - 上田泰彦 大佐
  - 田浦海軍航空隊 - 土田久雄 中佐
  - 第1相模野海軍航空隊 - 篠崎磯次 大佐
  - 第2相模野海軍航空隊 - 篠崎磯次 大佐
  - 第1郡山海軍航空隊 - 坂倉武 大佐
  - 第1河和海軍航空隊 - 田中和三郎 大佐
  - 土浦海軍航空隊 - 藤吉直四郎 少将
  - 三重海軍航空隊 - 加藤尚雄 少将
  - 滋賀海軍航空隊 - 別府明朋 少将[14]
- 横須賀海軍航空隊 - 松田千秋少将
- 館山海軍航空隊 - 鬼塚武二 大佐
- 第312海軍航空隊 - 柴田武雄 大佐
- 第725海軍航空隊 - 鈴木正一 大佐
- 父島方面特別根拠地隊 - 森国造 中将
- 横須賀海軍施設部 - 日岡長明 技術少将
  - 横須賀設営隊 - 日岡長明 技術少将
  - 第208設営隊（八丈島）- 浜田徳一 技術大尉
  - 第209設営隊（父島） - 吉本屋弁治 技術大尉
  - 第5010設営隊（東京）- 桑原朝彦 技術大尉
  - 第5011設営隊（東京）- 岡本吉太郎 技術中佐
  - 第5012設営隊（郡山）- 大島郁彦 技術大尉
  - 第5013設営隊（豊川）- 斎藤順一 技術大尉
  - 第5014設営隊（石岡）- 西松長司 技術大尉
  - 第5015設営隊（友部）- 士堅秀 技術大尉
  - 第5016設営隊（萩野）- 小林茂 技術大尉
  - 第5017設営隊（南多摩）- 乗杉恂 技術大尉
  - 第5018設営隊（磐城）- 吉田貞雄 技術大尉
  - 第5019設営隊（掛川）- 松本有 技術大尉
- 横須賀海軍工廠 - 細谷信三郎 中将
  - 第1航空技術廠 - 多田力三 中将